# Gulin
För andra betydelser, se Gulin (olika betydelser).
Gulin, tidigare stavat Kulin, är ett härad som lyder under Luzhous stad på prefekturnivå i Sichuan-provinsen i sydvästra Kina.